# Caroline Harker
Caroline Harker (1966) is een Britse toneel- en televisieactrice. Ze is de zus van actrice Susannah Harker en de dochter van acteurs Polly Adams en Richard Owens. Harker is getrouwd met collega-acteur Anthony Calf. Ze is wellicht het meest bekend door haar rollen als Celia in Middlemarch van de BBC in 1994 en van 1992–2003 als WPC (later D.S) Hazel Wallace in het politiedrama A Touch of Frost van ITV. Ook had ze een rol in Midsomer Murders in 2002.
Harker speelde de rol van 'moeder' in de door schrijver Mike Kenny aangepaste versie van The Railway Children geregisseerd door Damian Cruden op Waterloo International railway station.
In 2021 speelt ze in de film Mothering Sunday de rol van Mrs. Sylvia Hobday.